# Little Voice (Hilary Duff)
Little Voice è il quarto singolo  estratto dall'album Metamorphosis di Hilary Duff. È stato pubblicato in Australia l'8 maggio 2004 e Canada il 15 giugno 2004. Il CD del singolo include una traccia esclusiva, un remix dance della canzone "Party Up". La canzone riuscì ad entrare nella Top 30 delle classifiche musicali australiane.

## Video
Il video ufficiale della canzone è un montaggio di alcune clip dell'interpretazione dal vivo del brano nel corso del Metamorphosis Tour e di momenti tratti dal backstage del tour stesso, estratti dal DVD The Girl Can Rock: The Concert.

## Tracce
1. Little Voice
2. Party Up (Dance Mix)

## Classifiche
| Classifica (2004) | Posizione massima |
| ----------------- | ----------------- |
| Australia         | 29                |
| Paesi Bassi       | 80                |